# Яматинский
Яматинский — упразднённый в 1960 году хутор в составе Бедеево-Полянского сельсовета Покровского района Башкирской АССР (ныне территория Благовещенского района Республики Башкортостан Российской Федерации).

## География
Располагался на реке Усе, в 4 км от райцентра села Бедеева Поляна.

### Географическое положение
Расстояние, по данным на 1 июня 1952 года, до:
- районного центра и центра сельсовета (Бедеева Поляна): 4 км,
- ближайшей ж/д станции (Бензин): 72 км,
- ближайшей пристани (Ахлыстино): 8 км.

## История
Основан после 1926.
В 1960 объединён с д. Александровкой Бедеево-Полянского сельсовета.

## Население
По Всесоюзной переписи 1939 года проживали 22 человека, из них 8 мужчин, 14 женщин. По Всесоюзной переписи 1959 года — 28 человек, из них 16 мужчин, 12 женщин.